# Відкрита рамка зчитування
Відкрита рамка зчитування або ORF (від англ. open reading frame) — фрагмент геному організмів, який містить нуклеотидну послідовність, що потенційно могла б транслюватися в білок. Початок і кінець ORF не еквівалентні до кінців мРНК, але вони зазвичай містяться в межах мРНК. У гені, ORF розміщуються між кодом початку трансляції (старт-кодоном) і кодом зупинки (стоп-кодоном).
ORF зазвичай можна знайти, аналізуючи нуклеотидну послідовність ДНК (визначену за допомогою секвенування) у пошуках генів. У організмів, у яких генетична інформація міститься у дволанцюжковій ДНК, її послідовність може зчитуватися в шести рамках зчитування. Щонайдовша послідовність без стоп-кодонів зазвичай визначає ORF. Оскільки старт-кодони і генетичний код дещо відрізняються у різних організмів, при автоматичному визначенні ORF застосовуються алгоритми, що враховують ці відмінності й передбачають ORF у всіх можливих рамках зчитування. Проте, необхідність додаткових властивостей послідовності та регуляція транскрипції приводять до того, що не всі ORF є частинами генів. Існування довгої ORF є хорошим індикатором наявності гену, який транслюється рибосомами в білок, хоча в еукаріотів кодуюча послідовність (екзони) зазвичай переривається некодуючою (інтронами). Короткі, від декількох кодонів до декількох десятків кодонів, ORF можуть знаходитися поза послідовністю генів. Зазвичай такі короткі ORF не кодують функціональних білків.
У 5'некодуючому регіоні мРНК ссавців бувають присутні короткі uORF (англ. upstream ORF, «вгору за течією»). Такі uORF можуть зчитуватися зі старт-сайтів, що не є послідовністю AUG. Транскрипція uORF під час реакції клітини на стрес, як-от тепловий шок, значний місфолдинг білків, може сприяти зчитуванню мРНК. Прикладом є  ген BiP, що кодує один із шаперонів, який належить до Hsp70 родини білків теплового шоку. У 5'-нетрансльованій ділянці BiP має дві uORF, трансляція яких підсилює експресію BiP під час стресу клітини